# Tuenda 2
Tuenda es el segundo álbum del grupo asturiano Tuenda. El álbum se presentó el 3 de julio de 2008 en el teatro Filarmónica de Oviedo.
El álbum recoge la tradición oral etnográfica de diferentes concejos de Asturias partiendo del archivo sonoro de Xosé Ambás.
En la portada aparece una foto del grupo junto con Vitoria de Banduxu.

## Temas
El disco está compuesto por catorce temas que al igual que el primer disco del grupo están sacados en su mayoría del archivo etnográfico de Xosé Ambás.
- Datos: Q6153708